# Acalypha argomuelleri
Acalypha argomuelleri är en törelväxtart som beskrevs av John Isaac Briquet. Acalypha argomuelleri ingår i släktet akalyfor, och familjen törelväxter. Inga underarter finns listade i Catalogue of Life.